# Tezaurul de la Hinova
Tezaurul de la Hinova este un tezaur arheologic descoperit în anul 1980 în localitatea Hinova, format din peste 9.639 piese. Spre deosebire de majoritatea tezaurelor, descoperite întâmplator, acesta a fost recuperat în totalitate prin cercetări arheologice, sub directa supraveghere a specialiștilor. Tot tezaurul cântărește cinci kilograme și este cel mai mare tezaur preistoric descoperit în România. 
Se crede că tezaurul datează de la sfârșitul mileniului al II-lea înaintea erei noastre. Tezaurul a fost descoperit în urma unor săpături arheologice sistematice efectuate în zona castrului roman de la Hinova.

## Descoperire
Tezaurul a fost descoperit în ziua de 30 iulie 1980 în Hinova, Mehedinți, de către o echipă de cercetători arheologi în urma unor săpături arheologice sistematice efectuate în zona castrului roman de la Hinova, la săpături au participat localnici din comuna Hinova, vasul de lut în care se afla tezaurul fiind descoperit de MARINA Nicolae, un localnic din satul Hinova.<refPovestire despre descoperirea tezaurului Arhivat în 31 mai 2014, la Wayback Machine.</ref>

## Atribuire și datare
În privința originii, se crede că tezaurul datează de la sfârșitul mileniului al II-lea înaintea erei noastre. Tezaurul a fost descoperit în urma unor săpături arheologice sistematice efectuate în zona castrului roman de la Hinova, la săpături au participat localnici din comuna Hinova, vasul de lut în care se afla tezaurul fiind descoperit de MARINA Nicolae, un localnic din satul Hinova. 

## Componența
- Diademă de aur,
- 14 brățări diferite ca model și greutate,
- 92 pandantive,
- 762 mărgele,
- 8.765 paiete,
- 4 inele și multe alte obiecte, toate din aur. [1]